# آمادو دیالو (بازیکن فوتبال)
آمادو دیالو (انگلیسی: Amadou Diallo؛ زادهٔ ۲۱ ژوئن ۱۹۹۴) بازیکن فوتبال اهل گینه است.
از باشگاه‌هایی که در آن بازی کرده‌است می‌توان به باشگاه فوتبال سرکل بروژ اشاره کرد.
وی همچنین در تیم‌های ملی فوتبال Guinea national under-20 football team و Guinea national under-23 football team بازی کرده‌است.